# Эиао
Эиао (фр. Eiao) — остров в составе Маркизских островов. Входит в состав Французской Полинезии. Другое название — Нокс (англ. Knox island).

## География

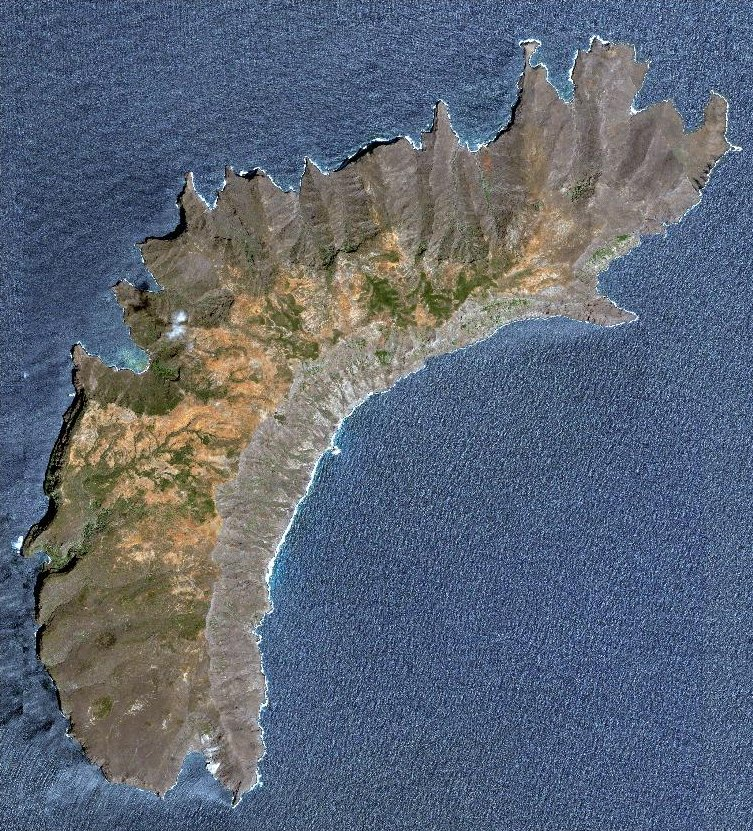
Остров Эиао

Центр Эиао занимает плато высотой до 576 м.

## История
В доевропейский период на острове хоронились вожди Те-Ии. На Эиао найдено несколько каменных сооружений, изготовленных древними полинезийцами.
Открыт в 1791 году американским мореплавателем Джозефом Ингрехемом (Joseph Ingraham), который назвал его островом Нокс в честь военного министра США, Генри Нокса. В конце XIX века остров время от времени использовался в качестве тюрьмы, которая, тем не менее, исчезла из-за частых засух и проблем с обеспечением едой. В 1970-х годов Эиао был местом активной деятельности французских военных, которые рассматривали возможность испытания на острове ядерного оружия. В 1992 году Эиао и близлежащие скалы были объявлены заповедником.

## Административное деление
Административно входит в состав коммуны Нуку-Хива.